# Cremastus utahensis
Cremastus utahensis är en stekelart som beskrevs av Dasch 1979. Cremastus utahensis ingår i släktet Cremastus och familjen brokparasitsteklar. Inga underarter finns listade i Catalogue of Life.